# 国道244号

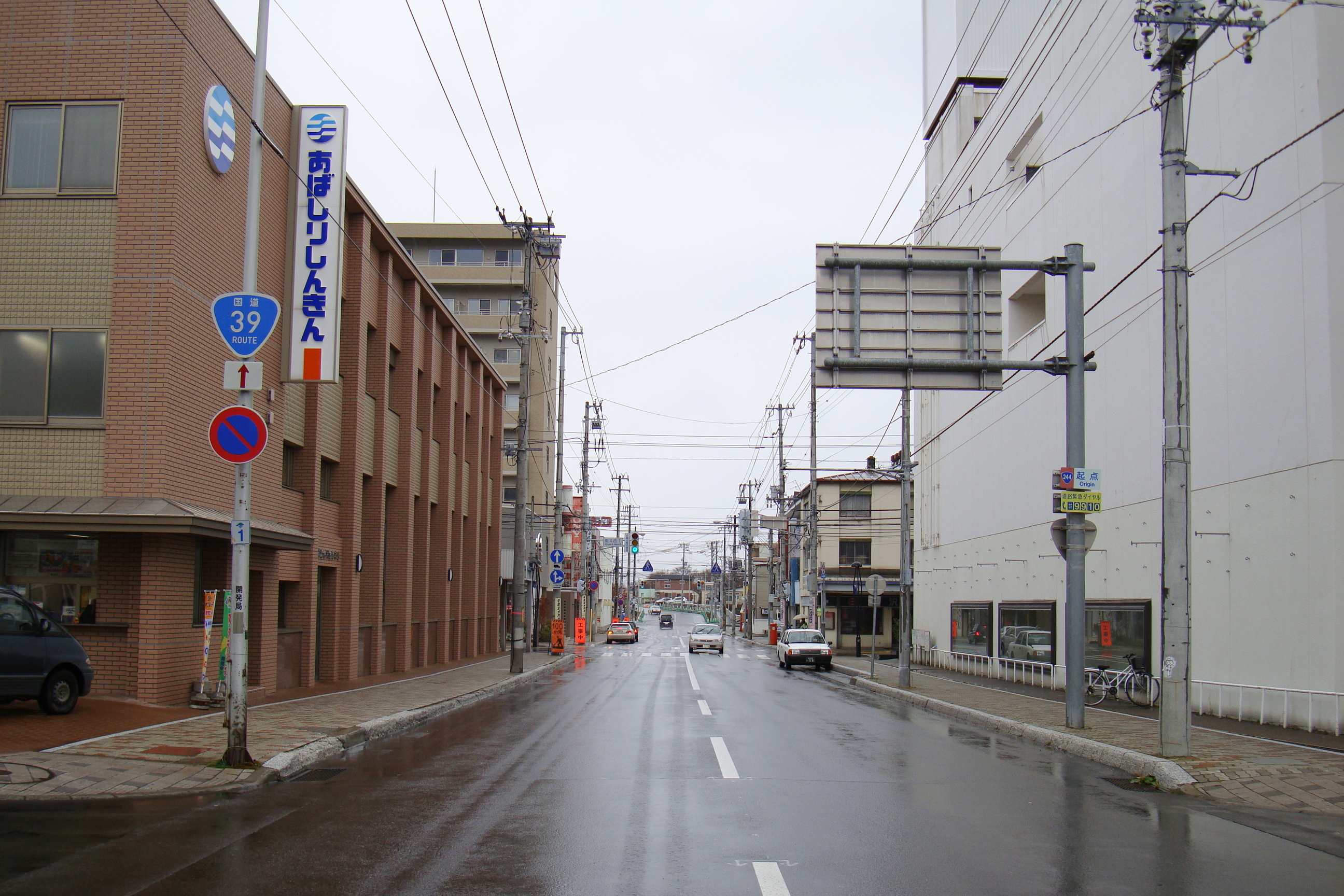
起点・国道39号交点の様子

国道244号（こくどう244ごう）は、北海道網走市から斜里郡斜里町を経由して、根室市に至る一般国道である。

## 概要

### 路線データ
一般国道の路線を指定する政令に基づく起終点および重要な経過地は次のとおり。
- 起点：網走市（網走市南4条東1丁目8番[2]、国道39号・国道240号終点、国道243号起点、国道391号終点）
- 終点：根室市（根室市厚床1丁目15番3[2]、国道44号交点、国道243号終点）
- 重要な経過地：北海道斜里郡小清水町、同郡斜里町、同道標津郡標津町、同道野付郡別海町
- 総延長 : 153.9 km（重用延長を含む。）[3][注釈 2]
- 重用延長 : 10.4 km[3][注釈 2]
- 未供用延長 : なし[3][注釈 2]
- 実延長 : 143.4 km[3][注釈 2]
  - 現道 : 143.4 km[3][注釈 2]
  - 旧道 : なし[3][注釈 2]
  - 新道 : なし[3][注釈 2]
- 指定区間：全線[4]

### 所管
- 北海道開発局網走開発建設部
  - 網走道路事務所
- 北海道開発局釧路開発建設部
  - 中標津道路事務所
  - 根室道路事務所

## 歴史
- 1953年（昭和28年）5月18日 - 二級国道244号網走斜里根室線（網走市 - 北海道斜里郡斜里町 - 北海道根室郡根室町）として指定施行[5]。
- 1965年（昭和40年）4月1日 - 道路法改正により一級・二級区分が廃止されて一般国道244号（網走市 - 北海道斜里郡斜里町 - 根室市）として指定施行[1]。

## 路線状況
旧国鉄根北線の第一幾品川橋梁が国道244号沿いに残る。この橋梁は10連のコンクリートアーチ橋梁で、国道拡幅のため一部が撤去されたが、後にその価値が評価され、国の登録有形文化財に登録されている。

### 通称
- 斜里国道[6]
  - 網走市 - 斜里郡斜里町の区間内の通称。根北峠以北の区間を指す。
- 野付国道[7]
  - 標津郡標津町 - 野付郡別海町の区間内の通称。根北峠以南の区間を指す。
- ホッポーロード[8]
  - 標津町南8条西の国道272号（釧標国道）交点から「フロンティアロード」と呼ばれる広域道路まで、根室海峡と野付湾沿線の約9 kmの区間。根室海峡と野付半島から国後島（北方領土）を望む位置にある。

### 重複区間
- 国道391号（網走市（起点） - 斜里郡小清水町北斗）
- 国道334号（斜里郡斜里町豊倉）
- 国道243号（野付郡別海町奥行 - 根室市（終点））

### 道路施設

#### 主な橋梁
- 床丹橋（床丹川、別海町床丹）
- ポン川橋（ポン川、別海町別海）
- 万年橋（ヤウシュベツ川、別海町）

#### 道の駅
- オホーツク総合振興局
  - はなやか（葉菜野花）小清水（斜里郡小清水町）
- 根室振興局
  - おだいとう（野付郡別海町）

## 地理

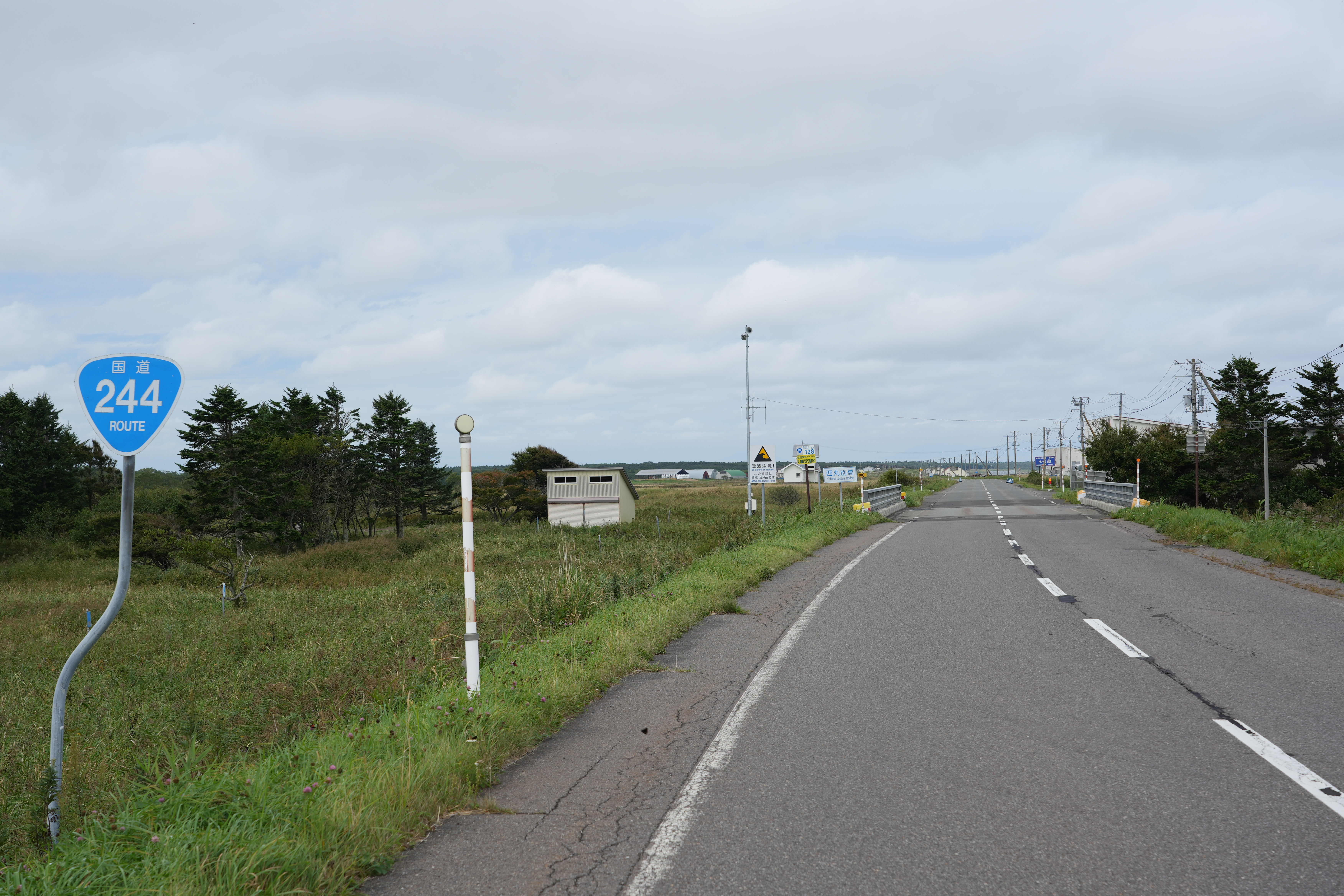
野付郡別海町本別海（2022年9月）

### 通過する自治体
- 北海道
  - オホーツク総合振興局
    - 網走市 - 斜里郡小清水町 - 斜里郡斜里町

  - 根室振興局
    - 標津郡標津町 - 野付郡別海町 - 根室市

### 交差する道路
オホーツク総合振興局
網走市
- 国道39号 : 南4条東1丁目（南4東1、起点）
- 北海道道490号中園網走停車場線 : 南6条西1丁目（南6西1交点）、南6条東3丁目（南6東3交点）
- 北海道道683号大観山公園線 : 南6条西1丁目（南6西1交点）
- 北海道道1083号網走港線 : 南6条東6丁目（南6東6交点）
- 北海道道102号網走川湯線 : 藻琴
- 北海道道767号明生北浜線 : 北浜

斜里郡小清水町
- 北海道道467号栄浜小清水線 : 浜小清水
- 国道391号 : 北斗（北斗交点）
- 北海道道250号清里止別線、北海道道557号止別停車場線 : 止別

斜里郡斜里町
- 北海道道769号斜里停車場美咲線 : 美咲
- 国道334号・北海道道802号斜里港線 : 豊倉（豊倉交点）
- 国道334号・北海道道92号斜里停車場線 : 豊倉（東五線交点）
- 北海道道827号越川中斜里停車場線 : 越川

根室振興局
標津郡標津町
- 北海道道975号開陽川北線 : 川北
- 北海道道1145号薫別川北線 : 川北
- 北海道道774号川北中標津線 : 川北
- 国道335号 : 忠類
- 北海道道737号標津停車場線 : 北3条西1丁目
- 北海道道863号川北茶志骨線 : 北1条西1丁目
- 国道272号 : 南7条西1丁目
- 北海道道950号野付風蓮公園線 : 茶志骨

野付郡別海町
- 北海道道363号尾岱沼港春別停車場線 : 尾岱沼潮見町
- 北海道道929号中春別床丹線 : 床丹
- 北海道道364号本別海別海停車場線 : 本別海
- 北海道道475号風蓮湖公園線 : 本別海
- 国道243号 : 奥行

根室市
- 国道44号 : 厚床1丁目（終点）

### 沿線
- 網走市役所（網走市南6条東4）
- 網走港（網走市）
- JR北海道釧網本線（網走市 - 斜里郡斜里町）
- 藻琴湖（網走市）
- 濤沸湖（斜里郡小清水町）
- 斜里岳
- 野付半島（標津郡標津町）
- 風連湖（野付郡別海町）

### 峠
- オホーツク総合振興局
  - 根北峠（斜里郡斜里町 - 根室振興局標津郡標津町）